# Kraken 89 - 98: Compilado promocional
Kraken 89 - 98: Compilado promocional es el nombre del segundo álbum recopilatorio del grupo de heavy metal colombiano Kraken. Fue lanzado a través de Athenea Producciones. Este álbum trae un total de doce canciones producidas entre 1989 y 1998.

## Lista de canciones
| N.º | Título                      | Duración |  |
| 1.  | «Vestido de cristal»        | 04:55    |  |
| 2.  | «Camino a la montaña negra» | 05:53    |  |
| 3.  | «Palabras que sangran»      | 04:46    |  |
| 4.  | «Rostros ocultos»           | 05:08    |  |
| 5.  | «Hijos del sur»             | 03:49    |  |
| 6.  | «Lenguaje de mi piel»       | 04:34    |  |
| 7.  | «Piel de cobre»             | 04:21    |  |
| 8.  | «Eres»                      | 03:50    |  |
| 9.  | «Déjame»                    | 04:13    |  |
| 10. | «Soy»                       | 05:58    |  |
| 11. | «El idioma del rock»        | 04:15    |  |
| 12. | «Frágil al viento»          | 04:52    |  |